# Maunu Kurkvaara
Maunu Kurkvaara (né le 18 juillet 1926, mort le 31 décembre 2023, est un réalisateur et scénariste finlandais. Il est considéré comme un des initiateurs de la « Nouvelle vague » du cinéma finlandais,.

## Biographie
Maunu Kurkvaara est né en 1926 à Viipuri, ville finlandaise annexée par les russes après la deuxième Guerre mondiale, et renommée Vyborg.
Il fait ses débuts en tant que peintre, assistant metteur en scène, et réalisateur de courts-métrages. Il fonde sa propre compagnie, Kurkvaara-filmi en 1956.

## Filmographie
- 1955 : L'île du bonheur
- 1958 : Tirlittan (fi)[5]
- 1959 : Patarouva (fi)
- 1960 : Les Auto-stoppeuses (Bilbrudar)
- 1962 : Propriété privée (Yksityisalue)
- 1965 : 4x4 (Nordisk kvadrille)
- 1965 : Le Livre interdit (Kielletty kirkja)
- 1968 : La Ligue du million (Miljoonaliiga)
- 1968 : La Guerre des rats (Rota sota)
- 1970 : La Rousse (Punatukka)[6]
- 1971 : Kujanjuoksu (fi))

## Distinctions et nominations
- 1962 : Jussi du meilleur réalisateur
- 1963 : Nommé pour l'Ours d'Or au Festival international du film de Berlin pour Propriété privée (Yksityisalue)[7]
- 1965 : Prix spécial du festival de Moscou pour 4x4 (Nordisk kvadrille)
- 2018 : Jussi-béton pour l'œuvre d'une vie